# کریستین شولز
کریستین شولز (انگلیسی: Christian Schulz؛ زادهٔ ۱ آوریل ۱۹۸۳) بازیکن فوتبال اهل آلمان است.
از باشگاه‌هایی که در آن بازی کرده‌است می‌توان به باشگاه فوتبال هانوفر ۹۶، باشگاه فوتبال اشتورم گراتس، و باشگاه ورزشی وردر برمن اشاره کرد.
وی همچنین در تیم ملی فوتبال آلمان بازی کرده‌است.